# 脱水ケーキ
脱水ケーキ（だっすいケーキ）は、浄水場処理過程で原水に含まれる浮遊物質（汚泥）、下水処理場や一般企業の排水処理場（余剰汚泥だけでなく凝集汚泥も発生する場合もある）における濾過処理で発生する汚泥を濃縮して脱水した後に残った固形の物質である。フィルターケーキまたは単にケーキ、浄水処理により発生したものは浄水発生土とも呼ぶ。
本記事内では特に、下水処理場について記載する。

## 脱水処理
水処理により発生した汚泥には有機物が含まれている。放置すると腐敗し悪臭や感染症の原因となるため焼却処分にする。汚泥の99%以上は水分でありそのままでは焼却できないため、焼却の前に脱水設備で水分を75%程度まで減らした脱水ケーキにする。脱水ケーキを100トン焼却すると焼却灰が通常2トン発生する。
処理に用いられる脱水器としては、フィルタープレス、ベルトプレス、真空脱水器等がある。

## 用途
通常は焼却処分の後、産業廃棄物として埋め立て処分されるが、環境負荷低減のために資源としての有効利用も検討されている。再活用例は主に、園芸用土やセメント原料である。その他、整形・焼却して煉瓦等の建材の原料に用いられる場合もある。